# Det farende Folk
Det farende Folk (originaltitel: The Barker er en amerikansk romantisk dramafilm instrueret af George Fitzmaurice. Filmen har Milton Sills, Dorothy Mackaill, Betty Compson Douglas Fairbanks Jr. på rollelisten.
Manuskriptet blev skrevet af Benjamin Glazer, Joseph Jackson og Herman J. Mankiewicz, baseret på skuespillet The Barker af Kenyon Nicholson.
Filmen er delvist en tonefilm, med talesekvenser og sekvenser med synkroniseret musik og lydeffekter.
Betty Compson blev nomineret til en Oscar for bedste kvindelige hovedrolle for sin rolle som Carrie.

## Medvirkende
- Betty Compson som Carrie
- Milton Sills som Nifty Miller
- Dorothy Mackaill som Lou
- Douglas Fairbanks Jr. som Chris Miller
- Sylvia Ashton som Ma Benson
- George Cooper som Hap Spissel
- S. S. Simon som Col. Gowdy
- Tom Dugan som Stuttering Spieker

## Eksterne Henvisninger
- Det farende Folk på Internet Movie Database (engelsk)
- Det farende Folk i Svensk Filmdatabas (svensk)
- Det farende Folk på AlloCiné (fransk)
- Det farende Folk på AllMovie (engelsk)
- Det farende Folk hos American Film Institute (engelsk)
- Det farende Folk på Turner Classic Movies (engelsk)
- Det farende Folk på The Movie Database (engelsk)
- Det farende Folk på Rotten Tomatoes (engelsk)
- Det farende Folk på Filmaffinity (engelsk)